# Левицький Павло Олександрович
Павло Олександрович Левицький (нар. 26 червня 1926, с. Григорівка (нині — Херсонська область) — 2 лютого 2000, Вінниця) — український художник. Працював у жанрах станкової та монументальної скульптури. Член НСХУ (1992).

## Біографічна довідка
Закінчив Сімферопольське художнє училище. Закінчив Харківський державний художній інститут, відділення скульптури у 1962 році.
Учасник Другої світової війни. Мав бойові нагороди.
З 1962 року працював на Вінницькому художньо—виробничому комбінаті.
Створював станкові і монументальні скульптури, пам'ятні знаки. Деякі роботи зберігаються у Вінницькому обласному художньому і краєзнавчому музеях, та у музеї Вінницького національного технічного університету.
Член Вінницької обласної організації Національної спілки художників України з 1984 року, НСХУ з 1992 року.
Лауреат обласної премії ім. Миколи Трублаїні (1975).
Помер у Вінниці 2 лютого 2000 року.

## Основні твори
Пам'ятник — комсомольцям 1920-х років (1969).
Меморіальний пам'ятник жертвам голокосту у Гайсині (1990).
Пам'ятник жертвам фашизму у Гайсині, скульптурна композиція «Мати і и дитина» (1974).
Пам'ятник жертвам фашизму у Томашполі.
Меморіал у Вінниці по вулиці Київській.
Пам'ятник І. В. Бевзу (1982, Вінниця).
Скульптурна композиція «Материнство» (Палац урочистостей, Вінниця), «Клятва партизан», «Пієта» (1987), «Трагедія війни» (1990).

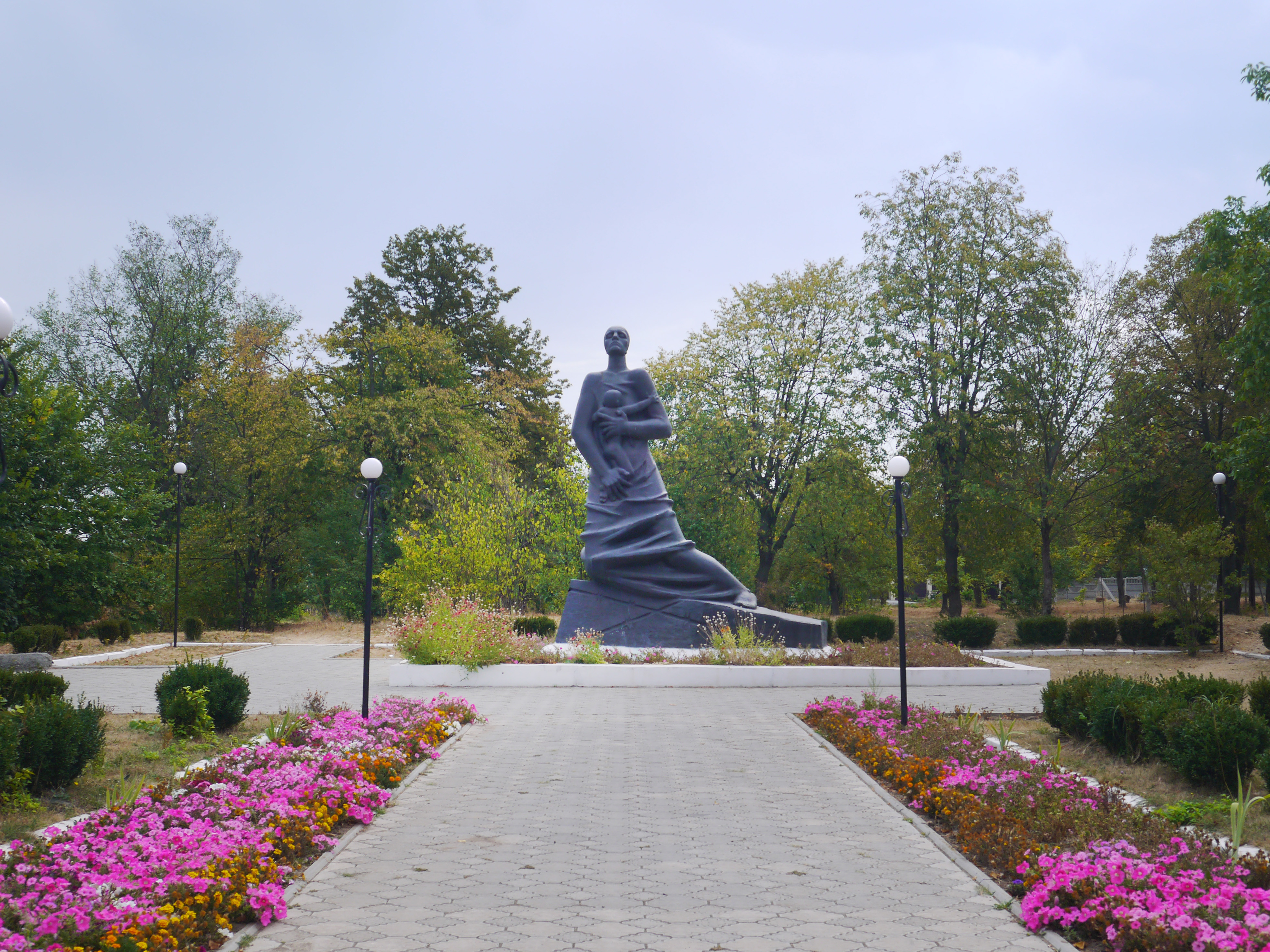
Пам'ятник жертвам фашизму у Гайсині

## Виставки
Учасник обласних та республіканських виставок з 1974 року.
Персональна виставка відбулась у Вінниці.

## Нагороди
Нагороджений медаллю «За відвагу» (1945).